# 塘沽駅 (天津地下鉄)
塘沽駅（とうこ-えき）は中華人民共和国天津市浜海新区にある天津地下鉄9号線の駅である。

## 駅構造
相対式ホーム2面2線の高架駅。
| ホーム | 相対式ホーム               |
| ホーム | ←■9号線 中山門・天津駅方面 |
| ホーム | ■9号線 泰達・東海路方面→   |
| ホーム | 相対式ホーム               |

## 駅周辺
- 金匯大酒店
- 美家装飾城
- 巨川家装飾城

## 歴史
- 2004年3月28日 - 開業。

## 隣の駅
天津浜海快速発展有限公司
■9号線
胡家園駅 - （車站北路駅） - 塘沽駅 - 泰達駅